# Paolo da Firenze
Paolo da Firenze (Paolo Tenorista, Magister Dominis Paulas Abbas de Florentia) (Florència, 1355 — idem. després del 20 de setembre de 1436), fou un compositor italià, i un teòric musical de finals del segle xiv i principis del XV.
Fou un dels més notables de l'escola florentina, de l'època de transició entre la música medieval i la renaixentista. La major part de la música que es coneix de l'ars nova italiana es en gran part atribuïble més a Paolo que a qualsevol altre compositor exceptuant a Francesco Landini.
En la Biblioteca de Florència i en el Museu Britànic de Londres, s'hi conserven diversos madrigals i aires de casera, manuscrits, d'aquest autor. J. Wolf va publicar a principis del segle XX dos dels últims, un a dues veus i l'altre a tres.